# Jean-Joseph Abeille
Jean Joseph André Abeille est un négociant, armateur et contre-révolutionnaire marseillais né le 25 avril 1756 à La Ciotat et mort à Marseille le 17 février 1842.

## Biographie

### Ancien Régime
Né d'un père capitaine de navire et négociant, Jean-Joseph Abeille rejoint, à l'âge de quinze ans, un parent à Saint-Domingue, où il devient propriétaire de plantation et négociant. Il fonde une maison de commerce à Port-au-Prince. En 1781, il rentre à Marseille, y fonde une société et, l’année suivante, affrète une centaine de navires.

### Révolution française
En 1789, il est député extraordinaire de la Chambre de commerce près le Roi et les États généraux, chargé d'y représenter le commerce marseillais. En 1790, il se marie, à Paris, avec Elisabeth Bérard du Pithon, fille de Marguerite-Victoire Magnan et Jean-François Bérard du Pithon, un important propriétaire de Saint-Domingue. Leur fils, Auguste Abeille du Rivoire, armateur et adjoint au maire de Marseille, sera créé comte romain par le pape Pie IX en 1852.
En 1793, il fait partie du comité royaliste qui soulève Marseille contre la Convention. Il est élu membre de la Commission des Cinq (avec Castelanet, Peloux, Raymond fils aîné et Pierre Laugier) qui est investie de pouvoirs illimités par une assemblée générale de toutes les autorités du département.
Il négocie ainsi à ce titre, le 21 août de cette même année, avec l’amiral anglais Samuel Hood qui bloque les côtes, la livraison de Marseille et obtient le laissez-passer de navires de blé pour ravitailler la ville.

### Émigration

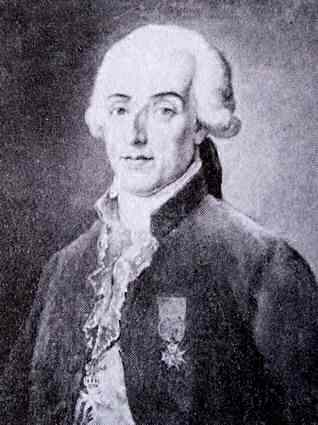
Portrait de Jean-Joseph Abeille.

Après la chute de Toulon face aux troupes républicaines dirigées par le général Carteaux, il est contraint d'émigrer en Italie.
Le grand maître de l'ordre de Saint-Jean de Jérusalem, Emmanuel de Rohan-Polduc, le remercie en reconnaissance des services qu'Abeille avait eu l'occasion de rendre à l'Ordre, notamment par la rédaction d'un mémoire en 1790.
Obtenant sa radiation de la liste des émigrés, il revient à Marseille. Sa famille restera quant à elle par sécurité en Toscane jusqu’en 1800.
En 1804, il est nommé président de la Commission des hospices de Marseille et, en 1807, il entre à l’Académie de Marseille, qu'il préside en 1816. Il été également membre du collège électoral du département des Bouches-du-Rhône.

### Restauration
Il reçoit la décoration du Lys en 1814 et la croix de chevalier de l’ordre de Saint-Louis en 1824.

## Distinctions
- Chevalier de l'ordre royal et militaire de Saint-Louis

## Œuvres
- Jean Abeille, Essai sur nos colonies et sur le rétablissement de Saint Domingue, ou considérations sur leur législation, administration, commerce et agriculture, Paris, Chomel, 1805, 154 p. (lire en ligne).
- « Mémoire au Roi » (1814)
- Jean Abeille, Notes et pièces officielles relatives aux évènements de Marseille et de Toulon en 1793, Paris, impr. de L.P. de Setier fils, 1815, 31 p. (lire en ligne).